# Kroatische Botschaft in Berlin

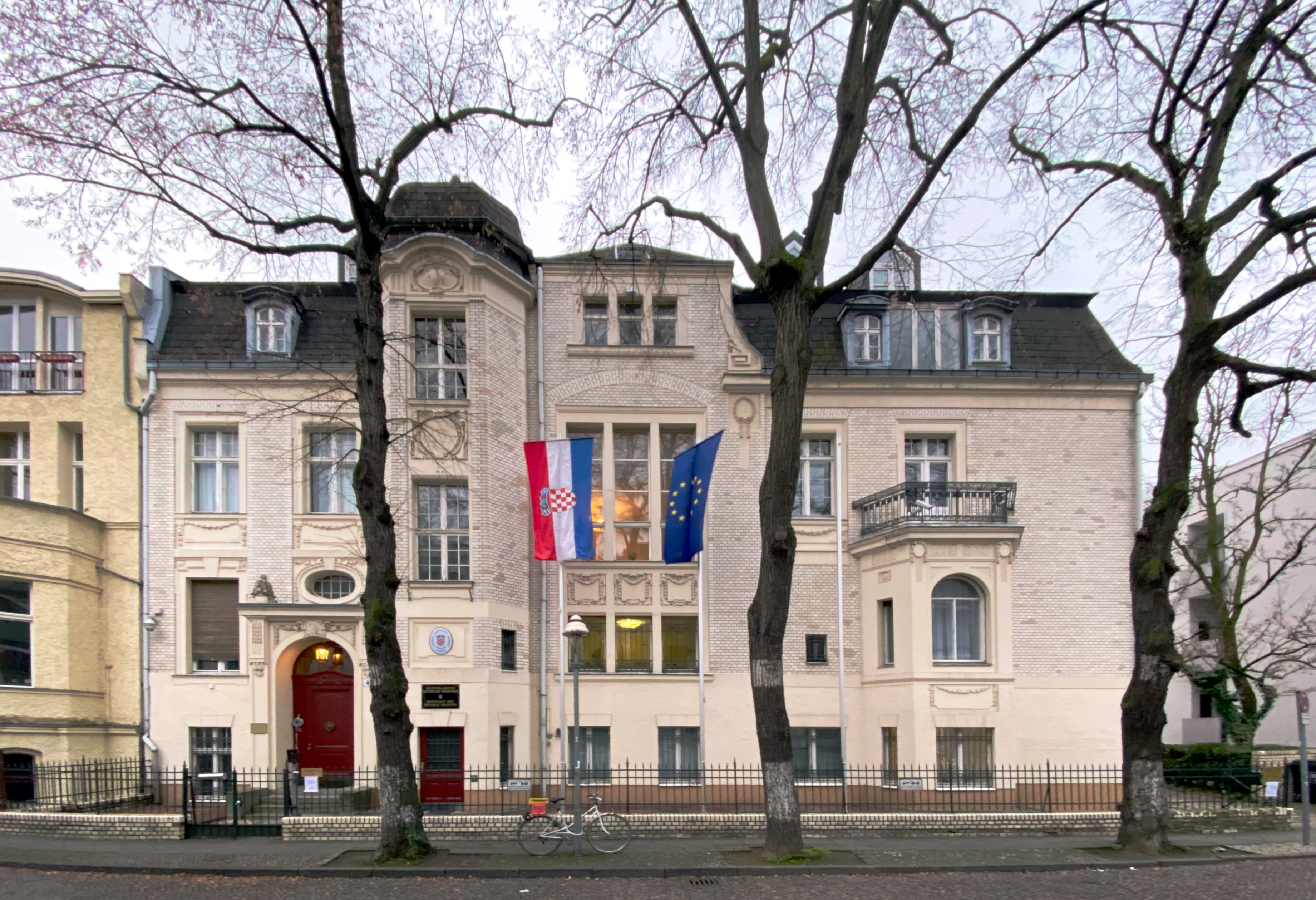
Botschaft in der Ahornstraße in Berlin-Schöneberg

Die kroatische Botschaft in Berlin (offiziell: Botschaft der Republik Kroatien, kroatisch: Veleposlanstvo Republike Hrvatske) ist die diplomatische Vertretung Kroatiens in Deutschland. Das Botschaftsgebäude befindet sich in der Ahornstraße 4 im Ortsteil Schöneberg des Bezirks Tempelhof-Schöneberg.
Botschafter ist seit dem 7. Januar 2020 Gordan Bakota.
Die Botschaft Kroatiens in Berlin unterhält Generalkonsulate in Düsseldorf, Frankfurt am Main, Hamburg, Stuttgart und München sowie Honorarkonsulate in Dresden, Köln, Magdeburg und Passau.

## Geschichte der diplomatischen Beziehungen
Nach der Zerschlagung des Königreichs Jugoslawien durch den Überfall der Wehrmacht am 6. April 1941 wurde der unabhängige Staat Kroatien als Vasallenstaat des Deutschen Reichs gebildet. Zwischen Deutschland und Kroatien wurden am 14. April 1941 diplomatische Beziehungen aufgenommen, die bis zur Kapitulation Deutschlands 1945 bestanden.
Die kroatische Gesandtschaft in Berlin hatte ihren Sitz im Palais Pannwitz im Ortsteil Grunewald (heute: Schlosshotel im Grunewald). Das Deutsche Reich hatte das Palais in der Brahmsstraße 8–10 erworben.
Von 1945 bis 1991 war Kroatien Teil Jugoslawiens. Daher gab es keine unmittelbaren diplomatischen Beziehungen zwischen Deutschland und Kroatien (siehe: Botschaft von Jugoslawien (Bonn)).
Im Juni 1991 erklärte Kroatien seine Unabhängigkeit. Am 15. Januar 1992 nahmen Kroatien und die Bundesrepublik Deutschland diplomatische Beziehungen auf. 1992 wurde die kroatische Botschaft in der Rolandstraße 45 in Bonn eröffnet; sie wurde 1999 infolge des Umzugs von Bundestag und Regierung nach Berlin verlegt. In dem ehemaligen Bonner Botschaftsgebäude bestand bis 2004 eine Außenstelle der kroatischen Botschaft.

## Botschaftsgebäude
Das von Kroatien erworbene Gebäude in der Ahornstraße im Kielgan-Viertel wurde 1905–1906 nach Plänen der Architekten Heinrich Kayser und Karl von Großheim als Wohnhaus für Major Carl Geisberg errichtet. Es ist ein dreigeschossiger, mit hellen Verblendziegeln verkleideter Bau mit ausgebautem Mansarddach. Er steht unter Denkmalschutz.